# Hidvégi Elek
Hidvégi Elek névvariáns: Hídvégi (Miskolc, 1930. június 21. – Miskolc, 1989. március 29.) magyar színész.

## Életpályája
Színészi pályája 1951-ben indult. Rózsahegyi Kálmán Színészképző Iskolájában 1955-ben kapott színészi oklevelet. Játszott a szolnoki Szigligeti Színházban, a Békés Megyei Jókai Színházban. 1957-től az Állami Déryné Színház tagja volt. 1971-től 1989-ig, haláláig a Miskolci Nemzeti Színház művésze volt. Részt vett a miskolci társulattal olyan előadásokon is, amelynek bemutatói az egri Gárdonyi Géza Színházban zajlottak. Főleg karakterszerepekben láthatták a nézők. 

## Fontosabb színházi szerepei
- William Shakespeare: Romeo és Júlia... Öreg Capulet
- William Shakespeare: Macbeth... Hírnök
- William Shakespeare: Hamlet, dán királyfi... Norvég százados
- William Shakespeare: Sok hűhó semmiért... Jegyző
- William Shakespeare: Szeget szeggel... Első nemes
- Molière: Scapin furfangjai... Géronte, Du Croisy
- Molière: Doktor Fregoli... Egy ügyvéd
- Molière: A botcsinálta doktor... Sütő Mihály
- Carlo Goldoni: Két úr szolgája... Pantalone szolgája
- Anton Pavlovics Csehov: Sirály... Jakov
- Anton Pavlovics Csehov: Ivanov... Jegoruska
- Anton Pavlovics Csehov: Cseresznyéskert... Állomásfőnök; Postamester
- Alekszandr Nyikolajevics Osztrovszkij: Erdő... Piszkálov, gazdag szomszéd
- Alekszandr Nyikolajevics Osztrovszkij: Zivatar... Sapkin
- Mihail Afanaszjevics Bulgakov: Zojka lakása... Robber
- Alfred de Musset: Lorenzaccio... szereplő
- Georg Büchner: Danton halála... Második kordés; Második polgár
- Johann Wolfgang von Goethe: Clavigo... Saint George
- Johann Nepomuk Nestroy: Szabaccság Mucsán... Bogyó, bádogos
- Victorien Sardou: A szókimondó asszonyság... Neiperg gróf
- George Bernard Shaw: Pygmalion... Pickering
- Bertolt Brecht: A kaukázusi krétakör... Építőmester, Szakács, Rokkant
- Friedrich Dürrenmatt: Az öreg hölgy látogatása... Hauser, polgár
- Henrik Ibsen: Peer Gynt... Falusi bíró
- Mark Twain: Koldus és királyfi... Arthur
- Jaroslav Hašek: Svejk... Dr. Bautze és Anarchista
- Eduardo De Filippo: Milliomos Nápoly... Egy úr
- Jules Verne: Sándor Mátyás... Sárkány Ferenc
- Iszaak Oszipovics Dunajevszkij – Alekszandr Boriszovics Raszkin – Morisz Romanovics Szlobodszkij: Filmcsillag... Tolja
- Jókai Mór: A kőszívű ember fiai... Tábornagy
- Jókai Mór: A lőcsei fehér asszony... Blumevitz
- Jókai Mór: Fekete gyémántok... Kaulman Félix
- Jókai Mór: Szegény gazdagok – Fatia Negra... Pável
- Mikszáth Kálmán: A beszélő köntös... Porosznoki Gábor
- Mikszáth Kálmán – Bondy Endre: Tavaszi rügyek... Gábel István, a természetrajz tanára
- Bródy Sándor: A tanítónő... Káplán
- Szép Ernő: Lila ákác... Józsi
- Füst Milán: Negyedik Henrik király... A pápa
- Gárdonyi Géza: A lámpás... Sós Antal, iskolamester
- Molnár Ferenc: A Pál utcai fiúk... Orvos
- Illés Endre – Vas István: Trisztán... Rőt Aguynguerran, a gyáva lovag
- Örkény István: Tóték... Tomaji plébános
- Páskándi Géza: A rab kocsija és a kocsi rabja vagy röviden: A kocsi Rabjai... V. fegyenc
- Szirmai Albert – Bakonyi Károly - Gábor Andor: Mágnás Miska... Mixi gróf
- Jacobi Viktor: Leányvásár... Simpson, börtönőr
- Kálmán Imre: Csárdáskirálynő... szereplő
- Lehár Ferenc: Cigányszerelem... Őrmester
- Lehár Ferenc: A víg özvegy... Bogdanovics, konzul
- Hajdu Júlia: Levendula... Mérey Sándor
- Sós György: Két szem mazsola (A pék)... Balogh Sándor
- Sós György: Köznapi legenda... Orvos
- Békés József: A hetedik kocsi... Baumann, sofőr
- Gáspár Margit: Az állam én vagyok... Kunz báró
- Bertha Bulcsu: A fürdőigazgató... Svájcisapkás
- Fejes Endre: Vonó Ignác... Első baka
- Gosztonyi János: Dániel és a krokodilok... Berda Béla, mindenkori krokodil
- Schwajda György: Segítség... Rendező
- Serfőző Simon: Otthontalanok... Lados Ignác
- Dékány András - Baróti Géza: Dankó Pista... Pincér
- Vlagyimir Dihovicsnij – Mark Szlobodszkij Sose halok meg... Fikusz
- Leonyid Rahmanov: Viharos alkonyat... Varabjev
- Csou Su-csan: Tizenöt füzér pénz... Lou
- Edmund Morris: Álom és valóság(Fatányér)... J. Forsythe, igazgató
- Tauno Yliruusi: Börtönkarrier... A főkönyvelő
- Maurice Maeterlinck: Monna Vanna... Egy polgár
- Maurice Maeterlinck: A kék madár... Tyl nagyapó
- George Gershwin: Vadnők... Pincér
- Trevor Griffiths: Komédiások... Pedellus
- Alexandre Breffort – Marguerite Monnot: Irma, te édes... Első rendőr
- Nicola Manzari: Római gyerekek... Gangiullo, bírósági elnök
- Stanisław Ignacy Witkiewicz: Vízityúk... Jan, főlakáj
- Giulio Scarnicci – Renzo Tarabusi: Kaviár és lencse... Alexis, inas

## Filmek, tv
- A menekülő herceg (1973)
- Boldogtalan kalap (1981)